# Hypopyra griseata
Hypopyra griseata là một loài bướm đêm trong họ Erebidae.